# Røvertidsskrift
Røvertidsskrift, også kaldet rovtidsskrift (efter engelsk predatory journal, jf. også det bredere begreb predatory publishing), er en betegnelse på et tidsskrift som forsøger at fremstå videnskabeligt, men som i virkeligheden har meget dårlige rutiner for at kontrollere hvilken forskning som publiceres. Begrebet røverforlag eller rovforlag bruges tilsvarende om forlag som udgiver tidsskrifter og/eller bøger.
Betegnelsen røvertidsskrift eller røverforlag kan både bruges om tidsskrifter eller forlag som utilsigtet får sine mangelfulde kontrolrutiner udnyttet af forskere med uærlige hensigter, og om tidsskrifter eller forlag som aktivt går efter publiceringsvillige forskere og narrer dem til at tro at de får sin forskning publiceret i et anerkendt tidsskrift. Begrebet «rovtidsskrift» blev skabt af den amerikanske bibliotekar Jeffrey Beall, som tidligere publicerede en oversigt over sådanne tidsskrifter, kaldet Bealls liste.
I 2018 gennemførte en række aviser i et internationalt samarbejde et eksperiment, hvor man konstruerede studier med meningsløst indhold og forsøgte at få disse publiceret i røvertidsskrifter. Erfaringen var at så længe man var villig til at betale for publiceringen kunne man få publiceret hvad som helst.
Blandt forlag som fremgik i Bealls liste og som af mange regnes som røverforlag var Scientific Research Publishing, MDPI og Frontiers Media.
Mange røvertidsskrifter har titler som begynder med «International Journal of ...»; det er også normalt for røvertidsskrifter og røverforlag at give indtryk af at de er baseret i vestlige lande, selv om de i realiteten drives fra lande som f.eks. Kina, Indien eller Nigeria. I nogen tilfælde har de etableret en postboksadresse i et vestligt land, men har den reelle virksomhed i et andet land. Mange røvertidsskrifter viser f.eks. ISSN-nummeret meget synligt på sine hjemmesider, fordi der i Asien er en forestilling om at det at have et ISSN-nummer giver tidsskriftet en form for autoritet.

## Eksterne kilder
- DTU Bibliotek. "Predatory journals".